# ENX
Dieser Artikel wurde auf der  Qualitätssicherungsseite des Portals Auto und Motorrad eingetragen. 
Bitte hilf mit, ihn zu verbessern, und beteilige dich an der Diskussion. (+)
Die ENX Association (früher: European Network Exchange Association) ist ein Zusammenschluss europäischer Automobilhersteller, -Zulieferer und Verbände.

## Geschichte

### Der Verein
Die im Jahr 2000 unter Federführung des Verbandes der Automobilindustrie gegründete ENX Association mit Sitz in Boulogne-Billancourt (Frankreich) und Frankfurt am Main ist ein Verein nach französischem Recht. Die 12 Mitglieder des Vereins, die alle auch im sog. ENX Board vertreten sind, sind Audi, BMW, Bosch, Continental, Mercedes-Benz, Ford, Magna, Renault, Valeo, Volkswagen sowie die Automobilverbände GALIA (Frankreich) und SMMT (UK). Auf Antrag kann der Verein über die Aufnahme von weiteren Mitgliedern entscheiden, nach Vereinsangaben ist die Gesamtzahl der Mitglieder aber satzungsmäßig beschränkt.

### Tätigkeitsfelder
Der ENX Verband ist eine Non-Profit-Organisation und fungiert als rechtliches und organisatorisches Dach für den Netzwerkstandard ENX. Er bietet den beteiligten Unternehmen eine Plattform zum Informationsaustausch und zur Initiierung vorwettbewerblicher Kooperationsprojekte im Bereich der Informationstechnologie. Hauptantrieb der deutschen und französischen Industrie zur Schaffung des Standards war der Schutz des geistigen Eigentums bei gleichzeitiger Reduzierung von Kosten und Komplexität im automobilen Datenaustausch.
Als Vorteil der Schaffung einer „Trusted Community“ für Industriezweige wird angeführt, dass Unternehmen zwar ihre eigene Infrastruktur schützen, aber an Grenzen stoßen, wenn Verschlüsselungs- oder Authentifizierungslösungen unternehmensübergreifend eingesetzt und gegenseitig als vertrauenswürdig anerkannt werden sollen. Spätestens wenn beide Seiten die Durchsetzung eigener Mechanismen anstrebten, ende dies zu häufig in einer Sackgasse. Dies zeige sich am Beispiel der E-Mail-Verschlüsselung, bei der Kollision von Sicherheitsregeln hinsichtlich gemeinsamer Applikationsnutzung und Tausender unverschlüsselter Datenverbindungen. Eine gemeinsame vertrauenswürdige Infrastruktur schaffe hier Abhilfe. So führt Ford die Nutzung von ENX zur Kommunikation mit den Lieferanten als Beispiel an, wie durch Konsolidierung und Standardisierung erhebliche Einspareffekte erzielt werden können.
Bei der kartellrechtlichen Beurteilung der gemeinsamen eBusiness-Einkaufsplattform der Unternehmen DaimlerChrysler, Ford Motor Company, General Motors und Renault/Nissan (Covisint) durch das Bundeskartellamt wurde der Möglichkeit, das für alle Automobilzulieferer offene ENX als Zugangsweg nutzen zu können, Bedeutung beigemessen.
Ein weiteres Handlungsfeld ist die Umsetzung industrieller Anforderungen bei der unternehmensübergreifenden IT-Sicherheit. Hier werden als Themenbereiche beschrieben
- Sichere E-Mail (unternehmensübergreifend)
- Sicheres Cloud-Computing (unternehmensübergreifend)
- Schutz des Geistigen Eigentums bei der Entwicklungszusammenarbeit (z. B. mittels Enterprise Rights Management, ERM)

Die ENX Association ist Mitglied des ERM.open Projektes des ProSTEP iViP e. V. und war bereits gemeinsam mit Adobe, BMW, FH Augsburg, Continental, Daimler
Fraunhofer IGD, Microsoft, PROSTEP, Siemens PLM, TU Darmstadt, TAC, Volkswagen und ZF Friedrichshafen im Vorgängerprojekt SP2-Projekt aktiv.
Das SkIdentity-Projekt, an dem die ENX Association beteiligt ist, wurde am 1. März 2011 auf der IT-Messe CeBIT in Hannover durch das Bundesministerium für Wirtschaft und Technologie (BMWi) als einer der 12 Gewinner des BMWi-Technologiewettbewerbs „Sicheres Cloud Computing für Mittelstand und öffentlichen Sektor - Trusted Cloud“ bekannt gegeben. Das BMWi will mit dem Programm Trusted Cloud „die Entwicklung und Erprobung innovativer, sicherer und rechtskonformer Cloud-Lösungen“ fördern.

### Präsidenten der ENX Association
Die Präsidenten der ENX Association
- Philippe Ludet, Renault S.A.S (seit Juli 2019)
- Clive Johnson, Ford-Werke GmbH (April 2013 – Juni 2019)
- Prof. Dr.-Ing. Armin Vornberger (Oktober 2005 – April 2013)
- Hans-Joachim Heister, Ford-Werke GmbH (Juli 2001 – Oktober 2005)
- Prof. Dr. Gunter Zimmermeyer, Verband der Automobilindustrie e. V. (Juli 2000 – Juli 2001)

### Mitgliedschaften der ENX Association
Die ENX Association ist Mitglied in folgenden Vereinen und Organisationen
- Automotive Industry Action Group (AIAG), Southfield, Michigan
- Bundesverband Informationswirtschaft, Telekommunikation und neue Medien e. V. (BITKOM)
- ProSTEP iViP e. V.
- RIPE NCC[7]
- Weiter bestehen wechselseitige Mitgliedschaften mit ANFAC, GALIA und SMMT

## Nutzung des ENX-Netzwerkes

### Nutzungsszenarien
Das gleichnamige Kommunikationsnetzwerk der europäischen Automobilindustrie basiert auf den von der ENX Association gesetzten Standards in Bezug auf Sicherheit, Verfügbarkeit und Interoperabilität. Das sogenannte Branchennetzwerk gewährleistet den sicheren Austausch von Entwicklungs-, Produktionssteuerungs- und Logistikdaten in der europäischen Automobilindustrie.
Die Automobilindustrie ist durch starke internationale Kooperation und die Notwendigkeit zur Abstimmung unternehmensübergreifend eng verzahnter Prozesse geprägt, die eine präzise Abstimmung und nahtlosen Datenaustausch zwischen den Partnern verlangen. Dies macht „integrierte globale Netzkonzepte“ erforderlich. ENX wird als eine Plattform beschrieben, die die Voraussetzung für solche kooperativen Produktionsmodelle schafft.
Ende 2002 wurde eine Neuausrichtung begonnen. Ziel war es, die technische Weiterentwicklung konsequent an den Anforderungen der Nutzer, insbesondere auch kleiner und mittelständischer Unternehmen, auszurichten. Die Umsetzung nahm mehrere Jahre in Anspruch. Noch im Juni 2004 beklagten französische Nutzer das Fehlen günstiger Einstiegslösungen im Portfolio der France Telecom.
Mit Stand vom März 2013 nutzen über 1.500 Unternehmen der Automobilindustrie und anderer Branchen in über 36 Ländern das weltweit verfügbare Netzwerk.
Das Netzwerk kann für alle IP-geeigneten Protokolle und Applikationen genutzt werden. Die Bandbreite reicht vom klassischen EDI-Datenaustausch über Zugriff auf Datenbanken und gesicherten E-Mail-Austausch bis zur Durchführung von Videokonferenzen. Der Einsatz von EDI Übertragungsprotokollen wie OFTP (Odette File Transfer Protocol), OFTP2 und AS2 im ENX-Netzwerk ist verbreitet. Das ab 2004 entwickelte OFTP2 ermöglicht den Einsatz auch über das öffentliche Internet.
Laut Fachpresse fordern einzelne Automobilhersteller seit 2010 den Einsatz von OFTP2 über das Internet. Betroffen seien „mehrere 10.000 Zulieferer“. In diesem für jeden zugänglichen Medium müsse beim Transfer sensibler Daten erheblich mehr Sicherheitsaufwand getrieben werden, die Umstellungs- und Implementierungskosten seien schwer abschätzbar.

### Nutzung durch Automobilhersteller
Die folgende Tabelle zeigt, welche Automobilhersteller über einen ENX-Anschluss verfügen.
| Unternehmen         | ENX-Anschluss in     |
| ------------------- | -------------------- |
| Audi                | Deutschland          |
| Avtovaz             | Russische Föderation |
| BMW                 | Deutschland          |
| Chrysler            | USA                  |
| Mercedes-Benz       | Deutschland          |
| Fiat                | Italien              |
| Ford                | Deutschland, USA     |
| Ford Otosan         | Türkei               |
| Honda               | USA                  |
| Jaguar              | Großbritannien       |
| Land Rover          | Großbritannien       |
| MAN                 | Deutschland, Türkei  |
| Opel                | Deutschland          |
| Porsche             | Deutschland          |
| PSA Peugeot Citroën | Frankreich           |
| Renault Nissan      | Frankreich           |
| Saab Automotive     | kein ENX Anschluss   |
| Seat                | Spanien              |
| Scania              | Schweden             |
| Toyota              | Großbritannien       |
| Volkswagen          | Deutschland          |
| Volvo Cars          | keine ENX Nutzung    |

Nicht an das ENX-Netzwerk angeschlossen sind die im Besitz der Zhejiang Geely Holding Group Company Ltd. (Volksrepublik China) befindliche Volvo Cars AB und die Saab Automobile AB, an der seit 2011 mit der Pang Da Automobile Trade Co. Ltd. und der Youngman Lotus Automobile zwei Unternehmen aus der Volksrepublik China maßgeblich beteiligt sind.

### Nutzung durch TOP 100 Automobilzulieferer weltweit
Den im Internet veröffentlichten Nutzerdaten lässt sich entnehmen, dass 85 der 100 größten Automobilzulieferer bei ENX gelistet sind und von den übrigen 15 weitere 9 an das japanische Automobilnetzwerk JNX angebunden sind. Bei den letztgenannten handelt es sich um Unternehmen mit Hauptsitz in Japan.

### Registrierung als Voraussetzung der Nutzung
Voraussetzung für die Nutzung des ENX-Netzwerkes ist eine Registrierung durch die ENX Association. Die Registrierung kann direkt bei der ENX Association oder einer ihrer Vertretungen beantragt werden.

### Vertretungen der ENX Association
Die ENX wird in einigen Ländern bzw. Branchen durch Industrieverbände und Organisationen vertreten (sogenannte ENX Business Center). Diese Organisationen dienen den Nutzern u. a. als Ansprechpartner in der jeweiligen Landessprache, bearbeiten Registrierungsanträge und verantworten die initiale Autorisierung neuer Nutzer in ihrem jeweiligen Vertretungsbereich.
Mit diesem Vertretungsmodells will die ENX Association Branchenverbänden und ähnlichen Organisationen eine unabhängige Selbstverwaltung von Nutzergruppen ermöglichen.
| Organisation    | Sitz                 | Sitzland               | Vertretungsbereich                           |
| --------------- | -------------------- | ---------------------- | -------------------------------------------- |
| GALIA           | Boulogne-Billancourt | Frankreich             | französische Automobilindustrie              |
| DGA             | Paris                | Frankreich             | Verteidigungs-, Luft- und Raumfahrtindustrie |
| ACAROM          | Bukarest             | Rumänien               | rumänische Automobilindustrie                |
| Odette Schweden | Stockholm            | Schweden               | schwedische Automobilindustrie               |
| ANFAC           | Madrid               | Spanien                | spanische Automobilindustrie                 |
| SMMT            | London               | Vereinigtes Königreich | britische Automobilindustrie                 |

## Betrieb des ENX-Netzwerkes

### Betrieb des Netzwerkes und der Anschlüsse

#### Betrieb durch zertifizierte Dienstleister
Das ENX Netzwerk erfüllt Qualitäts- und Sicherheitsmerkmale, wie sie in firmeneigenen Netzwerken zu finden sind, und ist gleichzeitig für die teilnehmenden Automobilhersteller, Zulieferer und ihre Entwicklungspartner so offen und flexibel wie das öffentliche Internet. Der Datenaustausch zwischen ENX-Nutzern findet mittels eines verschlüsselten Virtual Private Network (VPN) über die Netze der Kommunikationsdienstleister, die von der ENX Association hierfür zertifiziert wurden.
Der erste zertifizierte Kommunikationsdienstleister war die France Télécom (jetzt Orange). Die Unterzeichnung erfolgte am 21. Dezember 2001. Es folgten zunächst Deutsche Telekom-Tochter DeTeSystem, Telefonica, Infonet und im Jahr 2007 Verizon Business. Im Jahr 2010 haben sich mit ANXeBusiness, Business Communication Company (damals unter dem Namen BCC und mittlerweile in der EWE Tel aufgegangen) und Türk Telekom drei weitere Unternehmen erfolgreich der ENX Zertifizierung unterzogen. Als jüngster Anbieter folgte die Open Systems AG im Jahr 2011.
Die Angebote der zertifizierten Anbieter sind interoperabel und werden im Wettbewerb erbracht.

#### Übersicht über die nach ENX-Standard zertifizierten Dienstleister
| Zertifizierung | Unternehmen                     | Sitzland           | geografische Ausrichtung              | Anmerkung                                     |
| -------------- | ------------------------------- | ------------------ | ------------------------------------- | --------------------------------------------- |
| 2010           | ANXeBusiness                    | Vereinigte Staaten | Nordamerika                           |                                               |
| 2010           | EWE TEL GmbH (vormals BCC GmbH) | Deutschland        | Weltweit ca. 150 Länder               | ENX-Dienste auch über öffentliches Internet   |
| 2005           | Infonet Corp. / BT Infonet      | Vereinigte Staaten | Weltweit ca. 100 Länder               | ENX Betrieb seit 2011 durch KPN International |
| 2010           | KPN International               | Niederlande        | Weltweit ca. 100 Länder               | ehemals Infonet Nederland                     |
| 2011           | Open Systems                    | Schweiz            | Weltweit ca. 200 Länder               | ENX-Dienste über öffentliches Internet        |
| 2001           | Orange Business                 | Frankreich         | Frankreich                            |                                               |
| 2002           | T-Systems GmbH                  | Deutschland        | Deutschland, einzelne Länder weltweit |                                               |
| 2010           | Türk Telekom                    | Turkei             | Türkei                                |                                               |
| 2007           | Verizon Deutschland GmbH        | Deutschland        | Weltweit ca. 150 Länder               | ENX-Dienste auch über öffentliches Internet   |

#### Zertifizierungsprozess
Laut ENX Association erfolgt die Zertifizierung in einem zweistufigen Prozess. Im ersten Schritt, der sogenannten Konzeptphase, prüft die ENX Association, ob das ENX-Betriebsmodell des Anbieters den technischen ENX-Spezifikationen entspricht. Im zweiten Schritt implementiert der Anbieter sein Betriebsmodell. Neben der internen Organisation gehört hierzu die Prüfung der IPSec-Interoperabilität im sogenannten „ENX IPSec Lab“, die Implementierung der ENX-Verschlüsselung und der Anschluss an die bereits zertifizierten Provider über private Peeringpoints, sogenannte „ENX Points of Interconnection“. Abschließend wird die Umsetzung und Einhaltung der ENX Spezifikationen in einem Pilottest überprüft. Bei entsprechender Vorbereitung durch den Anbieter soll es möglich sein, die kostenpflichtige Zertifizierung innerhalb von ca. drei bis vier Monaten durchzuführen.

### Zentrale Betriebsbestandteile im Hintergrund
Im Auftrag und unter Kontrolle der ENX Association werden zentrale Dienstleistungen erbracht, die einer vereinfachten Verbindung („Interconnectivity“) der einzelnen zertifizierten Dienstleister und der Interoperabilität der eingesetzten Verschlüsselungshardware dienen. Hierzu gehören die sogenannten Points of Interconnection („ENX POI“s), das IPSec Interoperabilitätslabor („ENX IPSec Lab“) und die eigene Public Key Infrastruktur („ENX PKI“) im ENX Trust Center.
Die Points of Interconnection sind geografisch redundant aufgebaut, untereinander verbunden und werden in Rechenzentren in folgenden Regionen betrieben
- Rhein-Main-Gebiet, Deutschland
- Ile-de-France, Frankreich
- Ostküste der Vereinigten Staaten

Für den einzelnen Nutzer sind diese zentralen Betriebsbestandteile nicht sichtbar. Der Kunde bezieht lediglich seinen eigenen Anschluss einschließlich IP-Router, Verschlüsselungshardware, Schlüsselmaterial, ununterbrochene Ende-zu-Ende Verschlüsselung jeder Kommunikationsbeziehung und individueller Service Level Agreements direkt über den jeweils ausgewählten zertifizierten Telekommunikationsdienstleister.

## Globale Verfügbarkeit

### Branchennetz JNX und das ANXeBusiness in Nordamerika
Ein dem ENX technisch und organisatorisch ähnliches Branchennetzwerk existiert mit dem Japanese Network Exchange (JNX) auch in der japanischen Automobilindustrie. Die Kontrolle wird vom JNX Center ausgeübt, das an die japanischen Automobilverbände JAMA und JAPIA angebunden ist. JNX und ENX sind nicht verbunden.
Zwischen dem ENX-Standard und dem bereits in den 1990er Jahren entwickelten amerikanischen ANX bestehen dagegen erhebliche technische, organisatorische und kommerzielle Unterschiede.

### Verbindung zwischen Europa und Nordamerika

#### ENX als gemeinsamer Standard seit 2010
Am 26. April 2010 haben die ENX Association und ANX eBusiness bekannt gegeben, ihre Netzwerke zu verbinden, um einen weltweiten Standard in der Automobilindustrie zu schaffen. Durch die Verbindung entsteht ein transatlantisches Industrienetzwerk mit mehr als 1500 angeschlossenen Unternehmen. Der Wirkbetrieb wurde mit Abschluss der Pilotphase am 26. Mai 2010 aufgenommen.
Es kommt dabei laut übereinstimmenden Aussagen der ENX Association und der ANX eBusiness Corp. bei transatlantischen Verbindungen sowohl in Europa wie auch in Nordamerika ausschließlich der ENX-Standard zum Einsatz. ANX und ENX bezeichnen die Interconnection in ihren Veröffentlichungen als für den einzelnen Nutzer kostenfrei.

#### Unterschiede zwischen ENX und ANX
Das Netzwerk für Nordamerika, das sogenannte Automotive Network Exchange (ANX), wird von der ANXeBusiness Corp. betrieben. Ursprünglich ebenfalls von der Automobilindustrie initiiert und einem Konsortium betrieben, wurde im Gegensatz zu ENX verkauft und in der Folge als klassisches Dienstleistungsunternehmen mit Gewinnerzielungsabsicht betrieben.
ANX ist ein physisches Netzwerk, bei dem die Verfügbarkeit im Vordergrund steht. Durchgängig basiert ANX zunächst auf dem Betrieb von Festverbindungen mit hohen Verfügbarkeitsgarantien. ANX bietet mit dem Zusatzprodukt „TunnelZ“  daneben auch ein optionales VPN-Tunnelmanagement an, das nicht von allen angeschlossenen Herstellern und Zulieferern eingesetzt wird. Im klassischen ANX Netzwerk erfolgt das Schlüsselmanagement mittels Pre-shared Key (PSK), die Verschlüsselungsstärke beschränkt sich auf DES.
ENX ist als Managed Security Service angelegt, bei dem durchgängig ein einheitliches Tunnelmanagement, eine Trust Center basierte Public Key Infrastruktur (PKI) und Authentisierungs- und Verschlüsselungsmechanismen auf Basis unterschiedlicher Netze (von privat bis öffentlich) eingesetzt werden.
Faktisch gibt es im ANX-Netzwerk gegenüber den Kunden einen einzigen Anbieter, das Unternehmen ANXeBusiness selbst, während ENX-Dienstleistungen von verschiedenen, im Wettbewerb stehenden Unternehmen angeboten werden.
Um die Netze trotzdem zu verbinden, betreibt ANXeBusiness sein eigenes Netzwerk logisch von ENX getrennt und unangetastet weiter, versorgt aber jeden ANX-Nutzer, der dies wünscht, über das eigene physische Netzwerk mit einem nativen ENX-Anschluss einschließlich aller geforderten Sicherheits- und Servicemerkmale. ANX hat sich zu diesem Zweck der Zertifizierung und Überwachung durch die ENX Association unterzogen und fungiert als ENX zertifizierter Dienstleister.

#### Fazit
Mit der Zertifizierung von ANXeBusiness als ENX-Anbieter nutzen ENX und ANX insbesondere die beschriebenen organisatorischen Unterschiede zwischen Industriekonsortium ohne Gewinnerzielungsabsicht (ENX) auf der einen und Dienstanbieter (ANX) auf der anderen Seite, um die beiden Netzen zu verbinden. Von wechselseitiger Interoperabilität kann nicht gesprochen werden, da ANX den ENX-Standard übernimmt. Für ANX ergeben sich aus der potentiellen Erreichbarkeit aller ENX-Nutzer vermutlich neue Marktperspektiven. Gleichzeitig kann angenommen werden, dass die Brücke ins ANX den Markteintritt anderer ENX-Anbieter in den USA erleichtert und so Wettbewerb schafft.

### Weiterlesen
- Trusted Information Security Assessment Exchange

### Kommunikationsnetzwerke der Automobilindustrie (Non-Profit-Organisationen)
- ENX Association: weltweit
- JNX Center: Japan

### Informationsangebote nach ENX-Standard zertifizierter Dienstleister (kommerzielle Lösungen)
- ANXeBusiness Corp.
- EWE Tel : ENX Anschluss
- KPN: ENX – Automotive Industry Services
- Open Systems: ENX Global Connect
- Numlog – Orange Business Services Expert Partner für ENX-Anschlüsse
- ICDSC – Orange Business Services Expert Partner für ENX-Anschlüsse
- Türk Telekom: TT ENX
- T-Systems: Extranet Solution - Partner und Lieferanten sicher einbinden
- Verizon: Zertifizierung durch ENX

### ENX-Mitgliedsverbände
- ANFAC
- GALIA
- SMMT
- VDA

### Andere Organisationen, die mit automobiler IT befasst sind
- Odette International Ltd. – Non-Profit-Organisation, die Standards und Lösungen für Logistik und EDI entwickelt
- SASIG Forum – Non-Profit-Forum der Automobilindustrie im Bereich Entwicklungsdatenaustausch